# Mike Butler
Michael „Mike“ Butler (* 1961 in Neufundland) ist ein ehemaliger kanadischer Badmintonspieler.

## Karriere
Nach einem Jugendmeistertitel bei den kanadischen Jugendmeisterschaften 1977 gewann Mike Butler ab 1983 in steter Regelmäßigkeit Titel bei den Einzelmeisterschaften Kanadas und den US Open. Insgesamt neunmal siegte er in seiner Heimat und fünfmal bei den US Open.

## Erfolge
| Saison | Veranstaltung                 | Disziplin    | Platz | Name                            |
| ------ | ----------------------------- | ------------ | ----- | ------------------------------- |
| 1977   | Kanada: Jugendmeisterschaften | Mixed        | 1     | Mike Butler / J. Martin, NB     |
| 1983   | US Open                       | Mixed        | 1     | Mike Butler / Claire Backhouse  |
| 1983   | Canadian Open                 | Mixed        | 1     | Mike Butler / Claire Backhouse  |
| 1983   | Kanada: Einzelmeisterschaften | Herreneinzel | 1     | Mike Butler                     |
| 1983   | US Open                       | Herreneinzel | 1     | Mike Butler                     |
| 1984   | Kanada: Einzelmeisterschaften | Herreneinzel | 1     | Mike Butler                     |
| 1984   | Kanada: Einzelmeisterschaften | Mixed        | 1     | Mike Butler / Claire Backhouse  |
| 1985   | Kanada: Einzelmeisterschaften | Herreneinzel | 1     | Mike Butler                     |
| 1985   | US Open                       | Herreneinzel | 1     | Mike Butler                     |
| 1985   | US Open                       | Mixed        | 1     | Mike Butler / Claire Sharpe     |
| 1986   | US Open                       | Mixed        | 1     | Mike Butler / Johanne Falardeau |
| 1986   | Kanada: Einzelmeisterschaften | Mixed        | 1     | Mike Butler / Johanne Falardeau |
| 1986   | Kanada: Einzelmeisterschaften | Herreneinzel | 1     | Mike Butler                     |
| 1987   | Kanada: Einzelmeisterschaften | Herrendoppel | 1     | Mike Butler / David Humble      |
| 1987   | Canadian Open                 | Herreneinzel | 2     | Mike Butler                     |
| 1987   | Kanada: Einzelmeisterschaften | Herreneinzel | 1     | Mike Butler                     |
| 1987   | Kanada: Einzelmeisterschaften | Mixed        | 1     | Mike Butler / Claire Sharpe     |

## Referenzen
- Kanadische Meister (Memento vom 24. Juni 2010 im Internet Archive)
- Canadian Open (Memento vom 8. Mai 2010 im Internet Archive)
- New Brunswick Sports Hall of Fame

| Personendaten    | Personendaten                |
| ---------------- | ---------------------------- |
| NAME             | Butler, Mike                 |
| ALTERNATIVNAMEN  | Butler, Michael              |
| KURZBESCHREIBUNG | kanadischer Badmintonspieler |
| GEBURTSDATUM     | 1961                         |
| GEBURTSORT       | Neufundland                  |